# Enfuvirtid
Enfuvirtid (ENF, Handelsname: Fuzeon, Hoffmann-La Roche) ist ein Arzneistoff zur Behandlung HIV-infizierter Patienten. Es gehört zur Gruppe der Fusionsinhibitoren (Entry-Inhibitoren).

## Struktur
Acetyl-YTSLIHSLIEESQNQQEKNEQELLELDKWASLWNWF-amid.

## Pharmakologie
Enfuvirtid unterbindet die Fusion von HIV-1 und der Wirtszelle und somit die Infektion der Zelle. Die ersten Schritte dieser Fusion bestehen in der Anlagerung des Oberflächenproteins gp120 an den CD4-Rezeptor und einen Corezeptor. Diese Anlagerung bewirkt Konformationsänderungen des Proteins, wodurch gp41 freigelegt wird und eine Konformationsänderung durchläuft. Dadurch gelangen die Membran der Zielzelle und die des Virus in Kontakt und verschmelzen miteinander, wodurch das Virus in die Zelle eindringen kann. Enfuvirtid verhindert die Konformationsänderung durch Andockung an gp41 und somit die Infektion.
Enfuvirtid wirkt gegen HIV-1, es besteht keine Aktivität gegen HIV-2. Bisher wurden keine Kreuzresistenzen zwischen der Substanz und anderen Arzneistoffen festgestellt.

## Pharmakokinetik
Enfuvirtid wird schnell im Magen-Darm-Trakt abgebaut und ist somit nicht oral bioverfügbar. Nach subkutaner Injektion wird die Substanz gut resorbiert. Bei zweimal täglicher Gabe von 90 mg schwankten die Konzentrationen im Plasma zwischen etwa 3 und 5 µg/ml. Die Halbwertzeit beträgt ca. 3,8 Stunden.

## Nebenwirkungen
Enfuvirtid wird gut vertragen. Die häufigsten Nebenwirkungen sind milde lokale Reaktionen an der Einstichstelle. Bei 9,4 % der Patienten wurde eine Anwendung von Analgetika erforderlich. Die Behandlung wurde von 3 % der Patienten abgebrochen. Wechselwirkungen sind bisher nicht bekannt.